# Paris Saint-Germain Football Club 1991-1992
Questa voce raccoglie le informazioni riguardanti il Paris Saint-Germain Football Club nelle competizioni ufficiali della stagione 1991-1992

## Stagione
Acquistato in estate dal gruppo proprietario del canale televisivo a pagamento Canal+, il Paris Saint-Germain subì una vigorosa campagna di rinnovamento della rosa, affidata alla conduzione tecnica al portoghese Artur Jorge. I risultati migliorarono immediatamente in campionato, con la squadra che conseguì la qualificazione in Coppa UEFA in largo anticipo sulla conclusione del campionato, ma non in Coppa di Francia in cui la squadra fu eliminata ai sedicesimi di finale dal Nancy.

## Maglie e sponsor
Nessuna modifica di rilievo alle divise della squadra (prodotte dalla Nike) mentre, dopo diciassette anni, viene cambiato lo sponsor principale, che ora diviene Müller. A questo sponsor ne è affiancato un secondo, Commodore.
| Manica sinistra · Maglietta · Maglietta · Manica destra · Pantaloncini · Calzettoni | Manica sinistra · Maglietta · Maglietta · Manica destra · Pantaloncini · Calzettoni |

## Organigramma societario
Area direttiva
- Presidente onorario:Henri Patrelle
- Presidente: Michel Denisot

Area tecnica
- Allenatore: Artur Jorge
- Allenatore in seconda: Denis Troch

## Rosa
| N. |                    | Ruolo | Calciatore         |
| -- | ------------------ | ----- | ------------------ |
|    | Francia (bandiera) | P     | Joël Bats          |
|    | Francia (bandiera) | P     | Dominique Leclercq |
|    | Francia (bandiera) | P     | Richard Dutruel    |
|    | Francia (bandiera) | D     | Francis De Percin  |
|    | Francia (bandiera) | D     | Paul Le Guen       |
|    | Brasile (bandiera) | D     | Ricardo            |
|    | Francia (bandiera) | D     | Bernard Hereson    |
|    | Francia (bandiera) | D     | Antoine Kombouaré  |
|    | Francia (bandiera) | D     | Patrick Colleter   |
|    | Brasile (bandiera) | D     | Geraldão           |
|    | Francia (bandiera) | D     | Francis Llacer     |
|    | Francia (bandiera) | D     | Jean-Luc Vasseur   |

| N. |                    | Ruolo | Calciatore       |
| -- | ------------------ | ----- | ---------------- |
|    | Francia (bandiera) | C     | Bruno Germain    |
|    | Francia (bandiera) | C     | Bernard Pardo    |
|    | Francia (bandiera) | C     | David Ginola     |
|    | Francia (bandiera) | C     | Pierre Reynaud   |
|    | Francia (bandiera) | C     | Liazid Sandjak   |
|    | Brasile (bandiera) | C     | Valdo Filho      |
|    | Senegal (bandiera) | C     | Oumar Sène       |
|    | Francia (bandiera) | C     | Laurent Fournier |
|    | Francia (bandiera) | A     | David Rinçon     |
|    | Francia (bandiera) | A     | Daniel Bravo     |
|    | Francia (bandiera) | A     | Christian Perez  |
|    | Camerun (bandiera) | A     | Pascal Nouma     |

## Statistiche

### Statistiche di squadra
| Competizione     | Punti | Totale | Totale | Totale | Totale | Totale | Totale | DR  |
| Competizione     | Punti | G      | V      | N      | P      | Gf     | Gs     | DR  |
| ---------------- | ----- | ------ | ------ | ------ | ------ | ------ | ------ | --- |
| Division 1       | 47    | 38     | 15     | 17     | 6      | 43     | 27     | +16 |
| Coppa di Francia | -     | 2      | 1      | 0      | 1      | 6      | 4      | +2  |
| Totale           |       | 41     | 15     | 12     | 14     | 42     | -28    |     |